# فرودگاه بنیتو
فرودگاه بنیتو (به انگلیسی: Bonito Airport) (به زبان بومی: Aeroporto de Bonito) یک فرودگاه همگانی مسافربری با کد یاتا BYO است که یک باند فرود آسفالت دارد و طول باند آن ۲۰۰۰ متر است. این فرودگاه در کشور برزیل قرار دارد و در ارتفاع ۳۶۰ متری از سطح دریا واقع شده‌است.

## شرکت‌های هواپیمایی و مقصدهای پروازی
| شرکت‌های هواپیمایی     | مقصدهای پروازی     |
| --------------------- | ------------------ |
| آزول برزیلین ایرلاینز | ویراکوپوس-کامپیناس |